# Supercopa Sudamericana 1991
IV Supercopa Sudamericana 1991

## 1/8 finału
River Plate –  Grêmio 2:2 i 1:1, karne 4:3

 Peñarol –  Racing Club 3:2 i 0:0

 Argentinos Juniors –  Santos FC 1:2 i 0:0

 CR Flamengo –  Estudiantes La Plata 1:1 i 2:0

 Cruzeiro EC –  CSD Colo-Colo 0:0 i 0:0, karne 4:3

 Boca Juniors –  Club Nacional de Football 1:1 i 0:2 (mecze 3.10 i 9.10)
1. 1:0 Walter Pico 39, 1:1 J.C. Dely Valdéz 49
2. 0:1 V. Ramos 29, 0:2 Morán 60

 Atlético Nacional nie wziął udziału w turnieju

Wolny los:  Club Olimpia,  Independiente

## 1/4 finału
Peñarol –  Santos FC 3:2 i 0:0

 River Plate –  CR Flamengo 1:0 i 1:2, karne 4:3

 Cruzeiro EC –  Club Nacional de Football 4:0 i 0:3

 Independiente –  Club Olimpia 1:1 i 0:2

## 1/2 finału
River Plate –  Peñarol 2:0 i 3:1

 Cruzeiro EC –  Club Olimpia 1:1 i 0:0, karne 5:4

## FINAŁ
River Plate –  Cruzeiro EC 2:0 i 0:3
13 listopada 1991 Buenos Aires Estadio Monumental (60 tys.)

 River Plate –  Cruzeiro EC 2:0

Sędzia: ?

Bramki: ?

River Plate: ?

Cruzeiro EC:?
20 listopada 1991 Belo Horizonte Estádio Mineirão (110 tys.)

 Cruzeiro EC –  River Plate 3:0

Sędzia: ?

Bramki: ?

Cruzeiro EC: ?

River Plate:?